# コンスタンティン・シルヴェストリ
コンスタンティン・シルヴェストリ（英語: Constantin Silvestri、1913年5月31日 -1969年2月23日）は、ルーマニア出身の指揮者・作曲家。

## 経歴
1913年、ブカレストに生まれ、ブカレスト国立音楽大学に学んだ。
1930年に指揮者としてデビューし、ルーマニア国立放送管弦楽団の首席指揮者、ジョルジェ・エネスク・フィルハーモニー管弦楽団の音楽監督を務めた。また教育者としては1948年から1956年にはブカレスト国立音楽大学で教鞭を取り、セルジュ・コミッショーナ、メンディ・ロダン、イオシフ・コンタ、ミルチャ・クリステスク、パウル・ポペスク等を育てた。
1963年にはイギリスのボーンマス交響楽団の首席指揮者となった。日本との関係では、1964年に来日し、NHK交響楽団を指揮した。1967年にイギリスに帰化。1969年、ロンドンで没した。

## レパートリー
チャイコフスキーやドヴォルザークなどの国民楽派から、ロマン派・近代音楽までの範囲を主なレパートリーとしていた。フランス国立放送管弦楽団を指揮しフランスのADFディスク大賞を獲得したドヴォルザークの交響曲第9番「新世界より」は個性的な名演として日本でも有名である。

## 演奏
非常に個性的な演奏をすることで知られており、出来不出来も激しかった（N響客演時にも、楽員の間で賛否が割れたという）が、時にはナイーヴな表情を見せることもあった。近年はEMIとの全録音や、前記のN響客演時の録音、ルーマニア時代のショスタコーヴィチの交響曲第10番の録音が復刻されている。

## 作曲作品とその特徴
作曲家としては管弦楽や、室内楽、器楽曲、歌曲などを残している。代表作は弦楽オーケストラのための3つの小品。